# Bilan saison par saison du PSV Eindhoven
 (avril 2025).
Le bilan saison par saison du PSV Eindhoven présente les résultats du club dans les diverses compétitions nationales et internationales.
| Saison    | Champ      | Cl  | Pts | J  | G  | N  | P  | Bp  | Bc | Diff | Coupe des Pays-Bas | Coupe d'Europe                                             | Autres compétitions | M. buteur              | B  | Entraîneur                    | Aff       |
|           |            |     |     |    |    |    |    |     |    |      |                    |                                                            |                     |                        |    |                               |           |
| --------- | ---------- | --- | --- | -- | -- | -- | -- | --- | -- | ---- | ------------------ | ---------------------------------------------------------- | ------------------- | ---------------------- | -- | ----------------------------- | --------- |
| 1987-1988 | Eredivisie | 1er | 59  | 34 | 27 | 5  | 2  | 117 | 28 | 89   | Vainqueur          | C1 : vainqueur                                             |                     | Kieft                  | 29 | Hiddink                       |           |
| 2003-2004 | Eredivisie | 2e  | 74  | 34 | 23 | 5  | 6  | 92  | 30 | 62   | 1/4                | C1 : groupes → C3 : 1/4                                    |                     | Kežman                 | 31 | Hiddink                       |           |
| 2004-2005 | Eredivisie | 1er | 87  | 30 | 27 | 1  | 2  | 89  | 18 | 71   | Vainqueur          | C1 : 1/2                                                   |                     | Vennegoor of Hesselink | 19 | Hiddink                       |           |
| 2005-2006 | Eredivisie | 1er | 84  | 34 | 26 | 6  | 2  | 71  | 23 | 48   | Finaliste          | C1 : 1/8                                                   |                     | Farfán                 | 21 | Hiddink                       |           |
| 2006-2007 | Eredivisie | 1er | 75  | 34 | 23 | 6  | 5  | 75  | 25 | 50   | 1/4                | C1 : 1/4                                                   |                     | Farfán                 | 21 | Koeman                        |           |
| 2007-2008 | Eredivisie | 1er | 72  | 34 | 21 | 9  | 4  | 65  | 24 | 41   | 2e tour            | C1 : groupes                                               |                     | Koevermans             | 14 | Koeman → Wouters → Vergoossen |           |
| 2008-2009 | Eredivisie | 4e  | 65  | 34 | 19 | 8  | 7  | 71  | 33 | 38   | 3e tour            | C1 : groupes                                               |                     | Afellay                | 13 | Stevens → Lodeweges           |           |
| 2009-2010 | Eredivisie | 3e  | 78  | 34 | 23 | 9  | 2  | 72  | 29 | 43   | 1/4                | C3 : 1/16                                                  |                     | Dzsudzsák              | 14 | Rutten                        |           |
| 2010-2011 | Eredivisie | 3e  | 69  | 34 | 20 | 9  | 5  | 79  | 34 | 45   | 1/4                | C3 : 1/4                                                   |                     | Dzsudzsák              | 16 | Rutten                        |           |
| 2011-2012 | Eredivisie | 3e  | 69  | 34 | 21 | 6  | 7  | 87  | 47 | 40   | Vainqueur          | C3 : 1/8                                                   |                     | Mertens                | 21 | Rutten → Cocu                 | +033 494, |
| 2012-2013 | Eredivisie | 2e  | 69  | 34 | 22 | 3  | 9  | 103 | 43 | 60   | Finaliste          | C3 : groupes                                               |                     | Mertens                | 16 | Advocaat                      | +033 129, |
| 2013-2014 | Eredivisie | 4e  | 59  | 34 | 18 | 5  | 11 | 60  | 45 | 15   | 3e tour            | C1 : barrages → C3 : groupes                               |                     | Locadia                | 13 | Cocu                          | +033 024, |
| 2014-2015 | Eredivisie | 1er | 88  | 34 | 29 | 1  | 4  | 92  | 31 | 61   | 1/8                | C3 : 1/16                                                  |                     | Depay                  | 22 | Cocu                          | +032 529, |
| 2015-2016 | Eredivisie | 1er | 84  | 34 | 26 | 6  | 2  | 88  | 32 | 56   | 1/4                | C1 : 1/8                                                   |                     | Depay                  | 22 | Cocu                          | +032 529, |
| 2016-2017 | Eredivisie | 3e  | 76  | 34 | 22 | 10 | 2  | 68  | 23 | 45   | 1/16               | C1 : Phase de poule : 4e                                   |                     | Depay                  | 22 | Cocu                          | +032 529, |
| 2017-2018 | Eredivisie | 1er | 83  | 34 | 26 | 5  | 3  | 87  | 39 | 48   | 1/4                | C1 : Troisième tour de qualification                       |                     | Depay                  | 22 | Cocu                          | +032 529, |
| 2018-2019 | Eredivisie | 3e  | 83  | 34 | 26 | 5  | 3  | 98  | 26 | 72   | 1/32               | C1 : 4e                                                    |                     | Depay                  | 22 | Cocu                          | +032 529, |
| 2019-2020 | Eredivisie | 4e  | 49  | 26 | 14 | 7  | 5  | 54  | 28 | 26   | 1/8                | C1 : Deuxième Tour de Qualification → C3 : Phase de groupe |                     | Depay                  | 22 | Cocu                          | +032 529, |
| 2020-2021 | Eredivisie | 2e  | 72  | 34 | 21 | 9  | 4  | 74  | 35 | 39   | 1/4                | C3 : 1/16                                                  |                     | Depay                  | 22 | Cocu                          | +032 529, |
| 2021-2022 | Eredivisie | 2e  | 88  | 34 | 26 | 3  | 5  | 86  | 42 | 44   | Vainqueur          | Barrage → C3 : 3e en phase de groupe → C4 : 1/4            |                     | Depay                  | 22 | Cocu                          | +032 529, |
| Saison    | Champ      | Cl  | Pts | J  | G  | N  | P  | Bp  | Bc | Diff | Coupe des Pays-Bas | Coupe d'Europe                                             | Autres compétitions | M. buteur              | B  | Entraîneur                    | Aff       |

Champ = championnat ; Cl = classement ; Pts = points ; J = joués ; G = gagnés ; N = nuls ; P = perdus ; Bp = buts pour ; Bc = buts contre ; Diff = différence de buts

C1 = Ligue des champions (depuis 1992, Coupe des clubs champions de 1955 à 1992) ; C2 = Coupe des coupes (de 1961 à 1999) ; C3 = Ligue Europa (depuis 2009, Coupe UEFA de 1971 à 2009, Coupe des villes de foires de 1955 à 1971) ; C4 = Ligue Conférence (depuis 2024, Ligue Europa Conférence de 2021 à 2024) ; CI = Coupe Intertoto (de 1995 à 2008)

M. buteur = meilleur buteur en championnat; B = buts marqués par le meilleur buteur en championnat; Aff = affluence moyenne en championnat
champion, vainqueur ou meilleur buteurvice-champion ou finalistepromubarrage de promotionreléguébarrage de relégation